# 元木商店
『元木商店「商売繁盛してまっか?」』（もときしょうてん「しょうばいはんじょうしてまっか?」）は、2018年1月6日から7月28日まで、千葉テレビ放送（チバテレ）で放送されている情報ビジネス番組である。2017年に放送していた『元木大介がセレクト!ビジネス隠し玉企業2017』よりリニューアルした番組である。
ただしチバテレは番組制作には関与しておらず、前番組に引き続き、エムコンサルティンググループの制作である。

## 概要
チバテレで放送されており、放送時間は毎週土曜日12:30 - 13:00の30分となっている。
3つの企業の代表者との対談形式の番組である。未曽有のピンチを、バット１本で切り抜けてきたチャンスに強い男、元木大介が独自の強さのある企業、今後の成長しうる企業を、毎回テーマに沿って、特別に紹介するビジネス番組である。

## 出演者
- MC
  - 元木大介

- アシスタントMC
  - 阿部智帆
  - 安堂サオリ
- コーナーMC
  - 安堂サオリ
  - リトル清原

## 主なコーナー
- メインコーナー（元木大介の商売繁盛診断） - 毎回テーマに沿った、その道のプロ2～3名（企業の経営者層）で、企業紹介とビジネスモデル、企業の理念、実績、人間　性、ビジネスの世界と自社の展望などを語る。
- 最新エンタメ情報コーナー - 映画、イベント、CD発売、ゲーム、店舗からオーディション情報までのオススメ情報コーナー。
- アフタートークコーナー - コーナーMCと出演企業はアフタートークコーナーを行う。最後に3つ企業に向けて、元木大介から本日の企業へのメッセージ。

## 出演企業一覧
| #  | 放送年月日    | テーマ                                              | 出演企業                                                                                               |
| -- | ------------- | --------------------------------------------------- | --- |
| 1  | 2018年1月6日  | 体も心も美しく。ハズせない3社がこちらです!          | 株式会社フローラ 株式会社ボディプラスインターナショナル 有限会社シューズミニッシュ                     |
| 2  | 2018年1月13日 | 今、愛知が熱いがや!全国の皆様へ思いを届けます!      | 株式会社五合 株式会社トレード 有限会社オーディ―エー                                                    |
| 3  | 2018年1月20日 | 元木さん!関西企業を世に広めたりましょ!              | コーキマテリアル株式会社 株式会社テクノツリー 株式会社神島組                                           |
| 4  | 2018年1月27日 | サプライズと安心を与える、ツキまくり企業特集!       | 株式会社芦田 日本電子工業株式会社 株式会社アクルス                                                     |
| 5  | 2018年2月3日  | 今さら聞けない!?「コンテンツ」ってなーに?           | 株式会社ZEALS ユアマイスター株式会社 株式会社スターネクスト                                            |
| 6  | 2018年2月10日 | パソコン1つでサービスを作る。そして世界を作る!      | パーフェクト株式会社 ジョーカーピース株式会社 トンガルマン株式会社                                     |
| 7  | 2018年2月17日 | ITで集まるのは「情報」じゃない「人」だ!             | ツナガル株式会社 コンバージョンテクノロジー株式会社 株式会社サインウェーブ                             |
| 8  | 2018年2月24日 | あなたの夢を叶える会社が、ここにある。              | 株式会社アルプロン 株式会社大日電子 アズアンドコー株式会社                                             |
| 9  | 2018年3月10日 | 自然と地球と子供を愛するオトコ達!                   | GreenSnap株式会社 ベースフード株式会社 yoomi JAPAN株式会社                                             |
| 10 | 2018年3月17日 | 見たことあるかも!あのサービスの生みの親!            | 株式会社エアージェイ ストリートアカデミー株式会社 株式会社dazzy                                        |
| 11 | 2018年3月24日 | あなたの未来を変革させる経営者は、近くにいる。      | 医療法人一信会 ティーアイクリニック BIANCA 株式会社宝蔵ギフト                                          |
| 12 | 2018年3月31日 | 目の付け所が違いまっせ!未来を担う社長達!            | 株式会社フラクタ 株式会社メイキップ ディライテッド株式会社                                             |
| 13 | 2018年4月7日  | 食べていいね！見ていいね！拡散していいね！          | 株式会社アジル 株式会社MINIATURE FACTORY 株式会社コムニコ                                              |
| 14 | 2018年4月14日 | 「美」の悩み、解決するならこの３社に聞け！          | 株式会社アニムスディレト セラフィック株式会社 株式会社iai                                              |
| 15 | 2018年4月21日 | change your life! 人生を変える手段をあなたに        | ビジョンズ株式会社 株式会社スパルタ英会話 新宿三丁目北歯科                                             |
| 16 | 2018年4月28日 | 仕事もベシャリも超一流！関西旋風第２弾！            | 株式会社オネストカナヤマ 株式会社ソレイユ 株式会社ビナ薬粧                                             |
| 17 | 2018年5月5日  | Rooky！WASH！GIFT！                                 | ルーキーワークス株式会社 株式会社アピッシュ 株式会社ギフトモール                                       |
| 18 | 2018年5月12日 | 知らなきゃ損するぞ〜！為になるいいもの3社はこの方達 | 株式会社ライフリング 株式会社メタボリック 株式会社Ｒアイディア                                         |
| 19 | 2018年5月19日 | 美を追求する注目の女性社長たち！                    | 株式会社Someday 株式会社シンリー・ジャパン 株式会社Ｄｅｎｔａｌｕｘｅ                                  |
| 20 | 2018年5月26日 | あなたの悩みを心・技・体で解決するのはこの3社       | 株式会社エムケイエンタプライズ トータルバランス・クリエイターズ 株式会社ホットアルバム炭酸泉タブレット |
| 21 | 2018年6月9日  | 体に変化と喜びを！そのワケをお話しします！          | 株式会社フリーダム ビューティープラス 株式会社鹿浜製作所                                               |
| 22 |               |                                                     | |

## スタッフ
- 構成：荒井靖裕
- カメラ：添田周希、宮田翔太、市川大祐、石原啓之、菊池隆
- 音声：川崎修
- オフライン編集：陳鈺婷、紀貝佳
- 編集：山浦真仁
- MA ：有澤郁博、上甲典靖
- スタイリスト：津野真吾
- ヘアメイク：西野黎
- 衣装提供：株式会社オンリー、Kent House. 、株式会社アイネックス
- 技術協力：テックサービス、スタジオナオ、クロースタジオ
- 撮影協力：ボナスタジオ、株式会社kwin
- デスク：細村友香
- AP：細野潤一
- AD：陳鈺婷、紀貝佳
- ディレクター：下村直人、宮下昇、田村貴広
- プロデューサー：高木征太郎、吉井しげる
- エグゼクティブプロデューサー：立川光昭
- 協力：株式会社イー・アール、株式会社ビーダッシュ、ジャパンフーズ株式会社、株式会社オランダ家
- 製作著作：エムコンサルティンググループ株式会社